# Sylvia (film, 1985)
Pour plus de détails, voir Fiche technique et Distribution.
Sylvia est un film néo-zélandais réalisé par Michael Firth (en), sorti en 1985.

## Fiche technique
- Titre : Sylvia
- Réalisation : Michael Firth (en)
- Scénario : Michael Firth (en) et Michele Quill d'après le livre de Sylvia Ashton-Warner
- Musique : Leonard Rosenman
- Pays d'origine : Nouvelle-Zélande
- Format : Couleurs - Mono
- Genre : biographie
- Durée : 95 minutes
- Date de sortie : 1985

## Distribution
- Eleanor David : Sylvia Ashton-Warner
- Nigel Terry : Aden Morris
- Tom Wilkinson : Keith Henderson
- Mary Regan : Opal Saunders
- Martyn Sanderson : Inspecteur Gulland
- Terence Cooper : Inspecteur Bletcher
- David Letch : Inspecteur Scragg
- Sarah Peirse : Vivian Wallop
- Joe George : Seven